# Louis-Pierre Bougie
Pour les articles homonymes, voir Bougie (homonymie).
Louis-Pierre Bougie, né à Trois-Rivières, Québec, le 16 août 1946 et mort à Montréal, Québec, le 10 janvier 2021 d'une pneumonie, est un peintre et graveur canadien  spécialisé en taille douce et en eau-forte après une longue formation aux ateliers Lacourière-Frélaut à Paris, où il a travaillé pendant plus de quinze ans, et lors de nombreux séjours de travail et d'étude en France, Portugal, Pologne, Irlande, Finlande et New York. Ses œuvres sont régulièrement exposées dans des galeries canadiennes, américaines et européennes. Plusieurs de ses œuvres font partie de grandes collections publiques et privées notamment au Québec et à New York.  Bougie est le chef de file de la gravure au Québec, par la profondeur du propos et la continuité du travail.

## Biographie

### Formation
Après une initiation à la gravure à l’École des Beaux-Arts de Montréal, où il était étudiant libre dans les cours d’Angèle Beaudry, Louis-Pierre Bougie a poursuivi sa formation dans de nombreux ateliers, principalement à Paris, chez Lacourière-Frélaut (1979-1993),  chez Tazé et Champfleury, et aussi à Vancouver et Montréal. Il a fait des séjours de formation à Strasbourg (1979-1982), à Cracovie (1980), à Helsinki (2003), à Buenos Aires (2006), renouant avec une tradition de transmission du métier dans les ateliers de taille-douce qui s’apparente au compagnonnage.
- 2006 : Studio du Québec à Buenos Aires, Argentine.
- 2003 : Studio du Québec à Helsinki, Finlande.
- 1996 : Studio du Québec à New York.
- 1992-1993 : Ateliers Champfleury, Lacourière-Frélaut et René Tazé à Paris, et Atelier Sagamie, Alma.
- 1988 : Atelier Lacourière-Frélaut à Paris (édition de gravures).
- 1984-1987 : Atelier René Tazé à Paris.
- 1982-1987 : Atelier Circulaire à Montréal.
- 1980 : Atelier Libre Lotozowska 3 de Cracovie, Pologne.
- 1979-1987 : Cité Internationale et Lacourière-Frélaut à Paris (gravure).
- 1979-1982 : Arts Décoratifs de Strasbourg (litho), artiste invité ; Ateliers Champfleury (litho) et Lacourière-Frélaut à Paris.
- 1975-1982 : Atelier Luc Nadeau à Montréal et à Baie-Saint-Paul.
- 1975-1977 : Atelier Arachel, (litho, eau forte) et Atelier Graff à Montréal.
- 1972-1973 : Vancouver School of Art (étudiant libre).
- 1969-1972 : Atelier de Recherche Graphique de Montréal, Guilde Graphique de Montréal.
- 1967-1970 : École des Beaux-Arts de Montréal, étudiant libre en gravure avec Angèle Beaudry.

Louis-Pierre Bougie meurt le 10 janvier 2021 à Montréal.

## Œuvre
Louis-Pierre Bougie a produit un œuvre gravé et peint considérable, faisant appel aux techniques traditionnelles du burin, de l’aquatinte, du chine encollé, pour produire un travail en taille-douce résolument moderne. Bougie appartient à la grande lignée des Goya, Blake et Rops, il a développé une technique originale du monotype, qui met à contribution les procédés de la gravure pour intégrer des dessins réalisés à partir de modèles vivants. On assiste alors à une inversion de la technique : le papier est déjà dessiné à la pierre noire et rehaussé à l’acrylique avant de recevoir l’image de la plaque : une planche de cuivre encrée, qui aura été mordue au préalable par des badigeons d’acide (des crachis ou « spit-bites ») et quelques éraflures au grattoir. L’impression saisit le tout dans une transparence surnaturelle : à donner de la lumière, c’est bien ce que l’on entend par enluminure. Chez Bougie, la gravure devient un procédé qui permet d’ouvrir, et de sceller un espace, où le désir et l’imagination se déposent autrement dans la matière corporelle, où la lumière (par rehaut et par enluminure) fait remonter autrement l’apparaître et nous redonne une part de nous-mêmes.

## Implication
En 1975, Louis-Pierre Bougie vit à Outremont, voisin de Serge Fiori. Celui-ci lui demande d'effectuer l'illustration de Si on avait besoin d'une cinquième saison, le second album du groupe Harmonium. Il utilise une technique mixte avec aquarelle, encre, peinture acrylique et pierre noire pour effectuer l'œuvre.
Au début des années 1980, alors qu’il multiplie les séjours dans des grands ateliers de gravure à l’étranger (Strasbourg, Paris, etc.) Louis-Pierre Bougie fonde – avec quelques artistes passionnés d’eau-forte (Pierre-Léon Tétreault, Kittie Bruneau, etc.) - l’Atelier circulaire. Il n’aura de cesse, tout au long de sa carrière, d’aider à promouvoir les œuvres gravées des artistes québécois, au Québec comme à l’extérieur du Canada, et à multiplier les liens avec le milieu littéraire. En  1983, dans un texte commun, les poètes Gaston Miron et Michaël La Chance ont envoyé un télégramme à Louis-Pierre Bougie :
« Nous saluons Louis-Pierre Bougie qui est de ceux qui, en devançant le lendemain augmente ses possibilités et dévie le temps de son encerclement mortel. » 
Sa réputation de buriniste hors pair et d’aquafortiste de renommée internationale a contribué à jouer ce rôle de diffusion et de valorisation de la gravure québécoise. Ce travail de médiateur, Bougie le joue de façon significative par les invitations qu’il lance à des artistes étrangers, pour une impression taille-douce d’un livre d’artiste (François-Xavier Marange), pour des résidences de production (Martin Müller-Reinhart), pour des échanges Québec-France-Québec-Taiwan, etc. Discret et solitaire, il a joué un rôle décisif pour encourager et promouvoir nombre d’artistes du Québec qui sont passés par l’Atelier circulaire ou à l’occasion d’expositions collectives qu’il organise et dont il a été commissaire.

## Expositions solo
De grands commissaires d’exposition ont soutenu cette œuvre, Léo Rosshandler, Bernard Lévy, Céline Mayrand, Gilles Daigneault, Claude Morissette, Anne-Marie Ninacs, etc. Côtoyer cette œuvre c’est suivre au pas à pas comment la pensée s’ouvre à des complicités dans l’expérience que nous faisons de certains lieux, en regard de certaines œuvres.
- 2020 : Maison Hamel-Bruneau, Québec, 11 juin - 6 septembre, Hommage à Louis-Pierre Bougie, maître graveur[7],[8].
- 2019 : Maison de la culture Claude-Léveillé, Montréal, 23 octobre - 1er décembre, Hommage à Louis-Pierre Bougie, maître graveur[9],[10].
- 2015 : Galerie d'art la Corniche ; Galerie l'Œuvre de l'autre de l'Université du Québec à Chicoutimi[11].
- 2015 : Galerie d’art Jean-Claude Bergeron, Ottawa, 21 mai - 14 juin 2015 ; Galerie d’art du Centre culturel de l’Université de Sherbrooke, 3 juin-1er août 2015[12].
- 2015 : Atelier Circulaire, Montréal, 30 avril - 23 mai 2015, Autour du bestiaire[13].
- 2014 : Exposition rétrospective Musée d’art contemporain de Baie-Saint-Paul, 2 nov. 2014- 8 	fév. 2015[14] ; Galerie Lacerte, Québec, 8-30 novembre 2014 ; Centre d'arts Orford, août 2014.
- 2013 : Centre 1700 La Poste, Montréal, 23 octobre 2013 - 15 janvier 2014[15],[16].
- 2012 : Maison de la culture Marie-Uguay, Montréal ; Bibliothèque de Sainte-Thérèse (rétrospective), Ste-Thérèse.
- 2011 : Galerie Madeleine Lacerte, Québec[17] ; Maison de la culture Villeray - Parc-Extension, Montréal.
- 2007 : Usine C, exposition accompagnatrice de la pièce Moitié-moitié de Daniel Keene ; Galerie Orange, Montréal.
- 2005 : Galerie l’œuvre de l’autre, Centre d'exposition de l'Université du Québec à Chicoutimi.
- 2004 : Atelier Circulaire, Montréal, lancement du livre d'artiste Le Jardinier ; Galerie Orange, Montréal ; Galerie Madeleine Lacerte, Québec.
- 2003 : Galerie Pierre-Luc St-Laurent, Ottawa.
- 2002 : Atelier Lacourière-Frélaut à Paris ; Galerie Madeleine Lacerte, Québec ; Galerie Pierre-Luc St-Laurent, Ottawa ; Galerie Éric Devlin, Montréal.
- 2001 : Calligraphic Centre à Winston-Salem, N.-C., EU.
- 2000 : Bibliothèque nationale du Québec, avril 2000 ; Atelier-Galerie Presse-papier, Trois-Rivières, Festival de Poésie ; Calligraphic Centre à Winston-Salem, N.-C., EU ; Création de 26 gravures désignées « Prix iMusici », commande du CALQ ; Ballets Jazz de Montréal, cinq chorégraphies inspirées du «Journal d’exil ». (sous la dir. de Louis Robitaille).
- 1999 : Galerie Eric Devlin, Montréal, oct.-nov. 1999 ; Galerie Madeleine Lacerte, Québec, oct.-nov. 1999 ; Centre culturel de Saint-Jérôme, oct.-nov. 1999.
- 1998 : Galerie Nane Cailler, Lausanne, novembre  1998.
- 1997 : Galerie L’Autre Équivoque, Ottawa.
- 1996 : Galerie Madeleine Lacerte, «Journal d’exil », Québec ; Atelier Circulaire ; La Galerie Trois-Rivières (festival de poésie) ; Centre Culturel Henri Lemieux, Ville La Salle.
- 1994 : Librairie Champigny, « La mémoire encerclée », Montréal, 27 jan. - 9 mars 1994. Galerie Madeleine Lacerte, Québec, mai 1994 ; Galerie James Roussel, Didactart, Montréal, 11 oct. au 6 nov. 1994 ; Galerie L’Autre Équivoque, Ottawa.
- 1993 : La Galerie, Trois-Rivières, « Suite parisienne », Montréal, 5 au 28 mars 1993 ; Galerie Michèle Broutta, « Gravures, dessins, monotypes », Paris, mai-juin 1993.
- 1992 : Galerie Nane Cailler, Lausanne, octobre 1992.
- 1991 : Maison de la Culture Côtes des Neiges et Atelier Circulaire (exposition organisée par Promotion des arts Lavalin), Montréal, mars 1991 ; Susan Conway Galery, Georges Town, Washington DC, septembre 1991 ; Michel Tétreault Art Contemporain, Montréal, octobre 1991.
- 1990 : «Terminus Nord » à Circa, Montréal, mars 1990 ; L'autre équivoque, Ottawa, mai 1990.
- 1989 : Aire du Verseau, Paris, 7 janv. au 15 fév. 1989 ; L'autre Équivoque, Ottawa, avril 1989.
- 1988 : Galerie L'Aire du Verseau, Paris et Dijon ; Michel Tétreault Art Contemporain, Montréal. ; Grand Palais à Paris, SAGA 88, «FIAC Édition», 9 au 14 mars 1988.
- 1987 : Galerie Triangle, Bruxelles.
- 1986 : L'autre Équivoque, Ottawa.
- 1986 : Michel Tétreault Art Contemporain, Montréal.
- 1985 : Délégation du Québec, Paris.
- 1984 :  Galerie de l'Université de Moncton, N.-B. ; Radio-Canada, Moncton, N.-B.
- 1983 : Michel Tétreault Art Contemporain, Montréal.
- 1982 : Exposition à la Galerie Jean-Jacques Thibeault, Montréal.
- 1980 : Délégation du Québec, Paris.
- 1979 : Exposition au Centre d'art du Mont-Royal, Montréal ; Atelier Graff, Montréal.
- 1978 : Musée du Québec, Québec.
- 1974 : Balcon les Images, Montréal ; Galerie du Vieux Marché, Ottawa.
- 1971-1972 : Atelier Galerie Laurent Tremblay, Montréal.

## Expositions de livres d’artiste
L’œuvre gravée de Louis-Pierre Bougie est, pour une part, dialogue avec la poésie : ce qui donnera lieu à quelques collaborations en galerie et surtout à des livres d’artistes où se rencontrent typographes, graveurs, poètes et relieurs. Louis-Pierre Bougie a collaboré avec plusieurs poètes : Gaston Miron (un  « Après-dire » dans Le Prince, un poème liminaire dans Forger l’effroi), Paul Chamberland, Geneviève Letarte (un livre), Jérôme Élie, Michel Butor (un livre), Michel van Schendel (deux livres), François-Xavier Marange (un livre),  Paule Marier,  Michaël La Chance (4 livres), etc. Ce sont des collaborations étroites où l’écrivain ne manque pas, à chaque fois, d’être impressionné par l’approche à la fois rude et sensible, rugueuse et édénique, que Bougie donne à la création. C’est ainsi que, dans un esprit de collaboration créatrice et d’amitié avec les poètes, de nombreux livres d’artistes voient le jour, lesquels seront rassemblés pour de grandes expositions :
- 2013 : Centre d'archives de Montréal, BAnQ : « Louis-Pierre Bougie – 30 ans de livres d'artiste » (commissaire : Claude Morissette).
- 2007 : Grande Bibliothèque, BAnQ, reprise de l’exposition de 2005 à Québec : « Actualité de l'estampe au Québec ».
- 2005 : Musée national des beaux-arts du Québec[19]
- 1990 : Bibliothèque des arts, Université du Québec à Montréal.

## Livres d’artiste
- 2015 : Messages d’outre-nerfs, Michaël La Chance, dessins de  Louis-Pierre Bougie, Interritoires / Griffe d’acier, 32 p.
- 2014 : Ainsi fait, 13 gravures, texte original de François-Xavier Marange. Éd. la Griffe d’Acier.
- 2011 : Les mots griffonnés, 12 gravures, texte original de Michel van Schendel. Éd. la Griffe d’Acier.
- 2005 : Le jardinier, 17 gravures, textes originaux de Michel van Schendel. Éd. la Griffe d’Acier.
- 2005 : Louis-Pierre Bougie : Prix de la Fondation Monique et Robert Parizeau 2005, Musée national des beaux-arts du Québec / dir., Anne-Marie Ninacs ; essai, Sylvie Alix ; trad. C. Bilodeau et M. E. Elgue, Québec : Le Musée, 2005, 71 p.[19]
- 2004 : Terre brune, 25 gravures, poème de Michel van Schendel. Éd. la Griffe d’Acier.
- 2000 : Flou comme la nuit, 7 gravures sur Chine encollé, avec un poème de Geneviève Letarte. Éd. Bonfort et Éric Devlin.
- 1996 : Rencontres, 16 gravures sur Japon avec les textes de Paule Marier, François-Xavier Marange, Geneviève Letarte et Jérôme Élie. Éd. Galerie Madeleine Lacerte..
- 1992 : Entre deux eaux, 8 eaux-fortes et 4 planches teintées avec motif avec un texte original de Michel Butor. Éd. la Griffe d’Acier, Montréal-Paris.
- 1992 : Les derniers outrages du ciel, 6 gravures avec un texte de Michaël La Chance, Éd. la Griffe d’Acier, Montréal-Paris. np. BNQ|RES/CB/210 Une version de ce texte a paru dans le Cahier Folie-Culture, numéro 3, 1992.
- 1990 : Terminus Nord, 12 gravures sur Chine encollé avec un poème de Geneviève Letarte, Éd. Atelier Circulaire.
- 1987 : Forger l’effroi, 12 eaux-fortes couleur avec un poème (« 12 incitations ») de Michaël La Chance et un liminaire de Gaston Miron, Éd. la Griffe d’Acier, présentation typographique et impression de Pierre Filion, np. BNQ|RES/CC/160. Le liminaire est reproduit dans l’Album Miron[20]. Ce livre d’artiste a été reproduit en fac-simile dans Georges Leroux et Michel Van Schendel (dirs.), Sédiments 1989, p. 223 sv.
- 1983 : Le prince sans rire, 12 eaux-fortes avec un poème de Michaël La Chance et un « Après-dire »  de Gaston Miron, Éditions Lui-même, Montréal-Paris. np. BNQ|RES/CA/216
- 1977 : Le rendez-vous d’août, 5 lithographies avec un poème de Raymond Cloutier.
- 1975 : Doux le vent, 5 sérigraphies avec un poème de Jean-Guy Charbonneau, Ed. Guilde Graphique.

## Citations
- « Qu’on t’explique le monde de n’importe quelle manière, par le fait qu’on te l’explique, il y a un petit espoir d’évasion. On montre ça pour avoir une réponse, un petit peu, à ce qu’on fait, parce qu’on n’est pas toujours capable de se l’expliquer, qu’on n’est pas capable de s’expliquer le monde[21]. »
- « J’essaie de trouver un trait qui fait que j’exprime ce que je vis ! Je ne sais pas si ça peut être beau ou pas et puis je ne me pose pas cette question, la question c’est de le sortir[22] !  »

## Collections
- Bibliothèque nationale d’Ottawa
- Bibliothèque et Archives nationales du Québec[23]
- Bibliothèque nationale de Paris
- Bibliothèque de l’Université de Greensboro, USA.
- Musée d’art contemporain de Montréal
- Musée national des beaux-arts du Québec[24]
- Banque nationale du Canada
- Caisses populaires Desjardins
- Groupe Laurentienne
- Provigo
- Loto-Québec
- New York Public Library
- Newark Public Library

## Bourses, prix, mentions
- 2008 : Prix de la Biennale internationale du livre d’artiste, Repentigny, pour Le jardinier.
- 2006 : Programme - accessibilité : « Studio à Buenos Aires ».
- 2005 : Prix de la Fondation Monique et Robert Parizeau[25].
- 2003 : Programme - accessibilité : « Studio à Helsinki ».
- 2002 : Prix de la Fondation Monique et Robert Parizeau.
- 2001 : Bourse du Conseil des arts et des lettres du Québec, trio murale, Bougie-Marange-Simonin à la Maison de la Culture Côte-des-Neiges.
- 1998 : Bourse de voyage, Lausanne ; Studio du Québec à New York.
- 1994 : Bourse A Conseil des Arts et des Lettres du Québec.
- 1990 : Mention, Biennale du dessin, de l'estampe et du papier du Québec, Alma.
- 1987 : Programme accessibilité (Réalisation d'un livre d'art texte et musique) ; Finaliste au Deuxième Concours Internationale de Livre d'Artiste, (Catégorie livre unique), « Fracas ».
- 1984 : Programme - accessibilité : « Studio à Paris » ; Concours « Exposer à Moncton ».
- 1983 : Bourse de frais du Conseil des Arts pour la réalisation du livre « Le prince sans rire ».
- 1983 : Premier prix — Concours national du Livre d'artiste, catégorie tirage limité, pour « Le prince sans rire » ; Mention pour le concours national du Livre d'artiste, catégorie livre unique, pour « Ville », Mention au concours Dessin et Estampe du Québec, « catégorie estampe »
- 1980-1981 : Renouvellement d'un stage à l'étranger.
- 1979-1980 :  Ministère des Affaires culturelles : « Stage à l'étranger ».
- 1977 : Ministère des Affaires culturelles pour la réalisation d'une lithographie de 8 pi. de hauteur : « Le rendez-vous d'août ».

#### Catalogues et monographies
- 2013 : Michaël La Chance, Louis-Pierre Bougie. Espaces chavirés, torsions du désir, essai. Avant-propos d’Isabelle de Mévius (pp. 8–9), et préface de Georges Leroux, « La scène de la gravure » (pp. 17–26), Montréal : Les Éditions de Mévius, 228 p. ill. [Louis-Pierre Bougie, sous la direction d'Isabelle de Mévius]  (ISBN 978-2-9810774-2-4)
- 2007 : Désert vert, présentation de Léo Rosshandler, Éd. Lacerte Art Contemporain - Galerie Orange.
- 2005 : Louis-Pierre Bougie : Prix de la Fondation Monique et Robert Parizeau 2005, Musée national des beaux-arts du Québec / dir., Anne-Marie Ninacs ; essai, Sylvie Alix ; trad. C. Bilodeau et M. E. Elgue, Québec : Le Musée, 2005, 71 p.
- 2005 : Absence de bruit, texte de Michel van Schendel, Éd. Lacerte Art Contemporain - Galerie Orange.
- 2001 :Études au quotidien,  textes de Bernard Lévy, poèmes de Paul Chamberland et Michaël La Chance, Éd. Galerie Madeleine Lacerte.
- 1996 : Louis-Pierre Bougie, Journal d’exil, New York 1996, avec textes et poèmes de Michaël La Chance, Jérôme Élie, Geneviève Letarte, François-Xavier Marange, Paule Marier; Galerie Madeleine Lacerte, Québec, 1996, 64 p.
- 1996 : De la monstruosité, expression des passions, Espace D. René Harrison, commissaire Christine Palmiéri, 32 p.
- 1991 : Michaël La Chance & Céline Mayrand, Morsures. Louis-Pierre Bougie Gravures et monotypes 1986-1990. Préface de Léo Rosshandler, éd. Promotion des arts Lavalin, Maison de la Culture Côte-des-Neiges, Atelier Circulaire, 1991, 40 p.
- 1978 : Louis-Pierre Bougie (dessins) , Musée du Québec, 24 p.

#### Articles
- 2006 : Michaël La Chance, « Le corps est la demeure du temps », Protée, vol. 34, no 2-3, p. 105-106.
- 1997 : Michaël La Chance, « Le dessin-rehaut enluminé à la taille-douce de Louis-Pierre Bougie », Art et Métiers du Livre, 202, mars-avril 1997, p. 3-6.
- 1988 :  Michaël La Chance,  « L'incertitude de la création », Spirale, 82, octobre 1988, p. 7.

#### Ouvrages généraux
- 1992 : « Louis-Pierre Bougie. Violence et désir / Violence and Desire » p. 30-37 dans Louise Poissant (dir.), Daniel Charles, Michaël La Chance, Louise Letocha, Jacques Bernard Roumanès, Violence. Pièges du regard. The Deadly Seduction, Société d’esthétique du Québec, 1992, 128 p.